# Préfecture de Fukui
Fukui (福井県, Fukui-ken) est une préfecture du Japon située au centre de Honshū.

## Histoire
Avant la mise en place du système des préfectures en 1871, la province de Fukui était occupée par la province de Wakasa et la province d'Echizen.

## Géographie
Elle est entourée des préfectures de Shiga au sud, Gifu à l'est et au sud-est, Kyoto à l’ouest et Ishikawa à l'est. Au nord se trouve la mer du Japon. Il y a des montagnes au sud. Pour certains, elle fait partie de la région du Chubu, pour d'autres de celle du Hokuriku.
Elle est connue pour sa neige abondante en hiver.

### Villes
Neuf villes sont situées dans cette préfecture :
- Fukui (capitale)
- Awara
- Echizen
- Katsuyama
- Obama
- Ōno
- Sabae
- Sakai
- Tsuruga

### Districts
Liste des 7 districts de la préfecture de Fukui, qui comprennent 8 bourgs. La préfecture ne possède plus un seul village.
| - District d'Imadate - Ikeda - District de Mikata - Mihama - District de Mikatakaminaka - Wakasa - District de Nanjō - Minamiechizen | - District de Nyū - Echizen - District d'Ōi - Ōi - Takahama - District de Yoshida - Eiheiji |

## Culture
- La préfecture abrite le plus vieux château du Japon encore debout : le château de Maruoka. Il a été construit en 1576.
- Beaucoup de fossiles de dinosaures ont été découverts dans la région et la préfecture abrite le Musée préfectoral des dinosaures de Fukui à Katsuyama.
- Eihei-ji est un temple qui offre éducation et entrainement spirituel aux moines bouddhistes.
- Les habitants de la préfecture parle une variante du japonais : le Fukui-ben.

## Tourisme
La falaise de Tōjinbō (東尋坊), située dans la ville de Sakai, est connue pour avoir été le lieu de nombreux suicides : 257 en 10 ans. Ce fait est utilisé touristiquement pour développer l'économie locale.

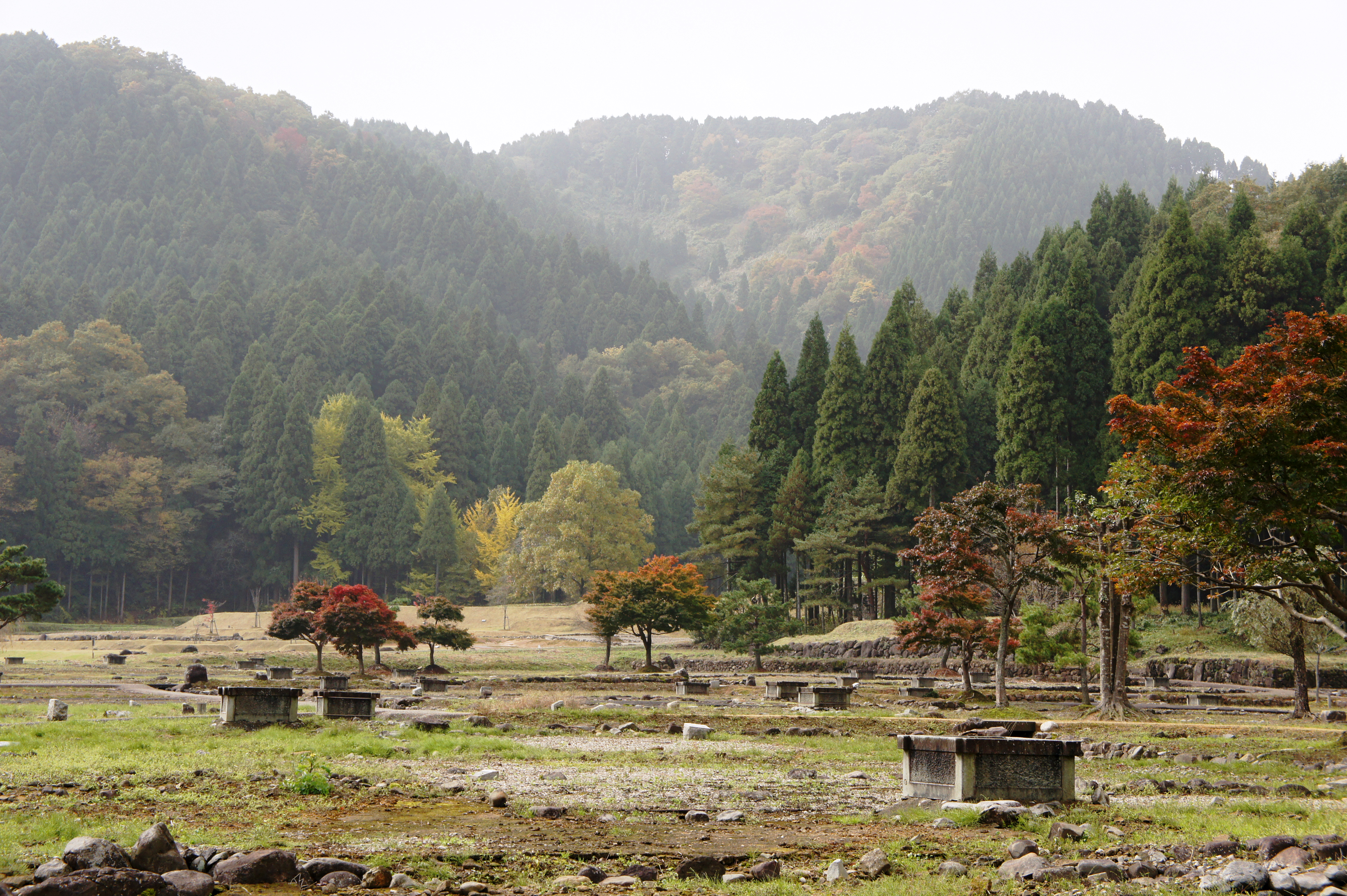
Vallée d'Ichijō
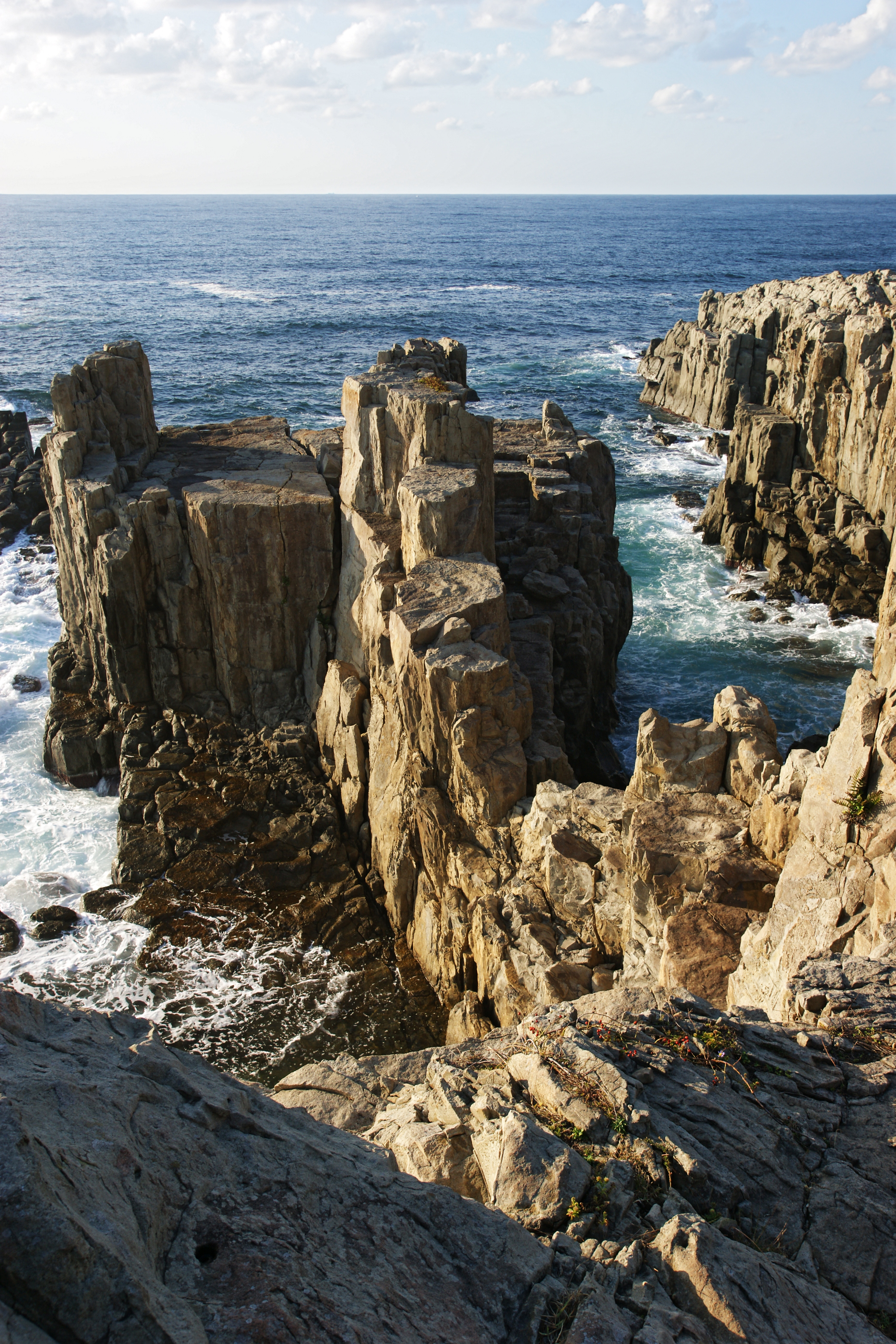
Falaises de Tōjinbō
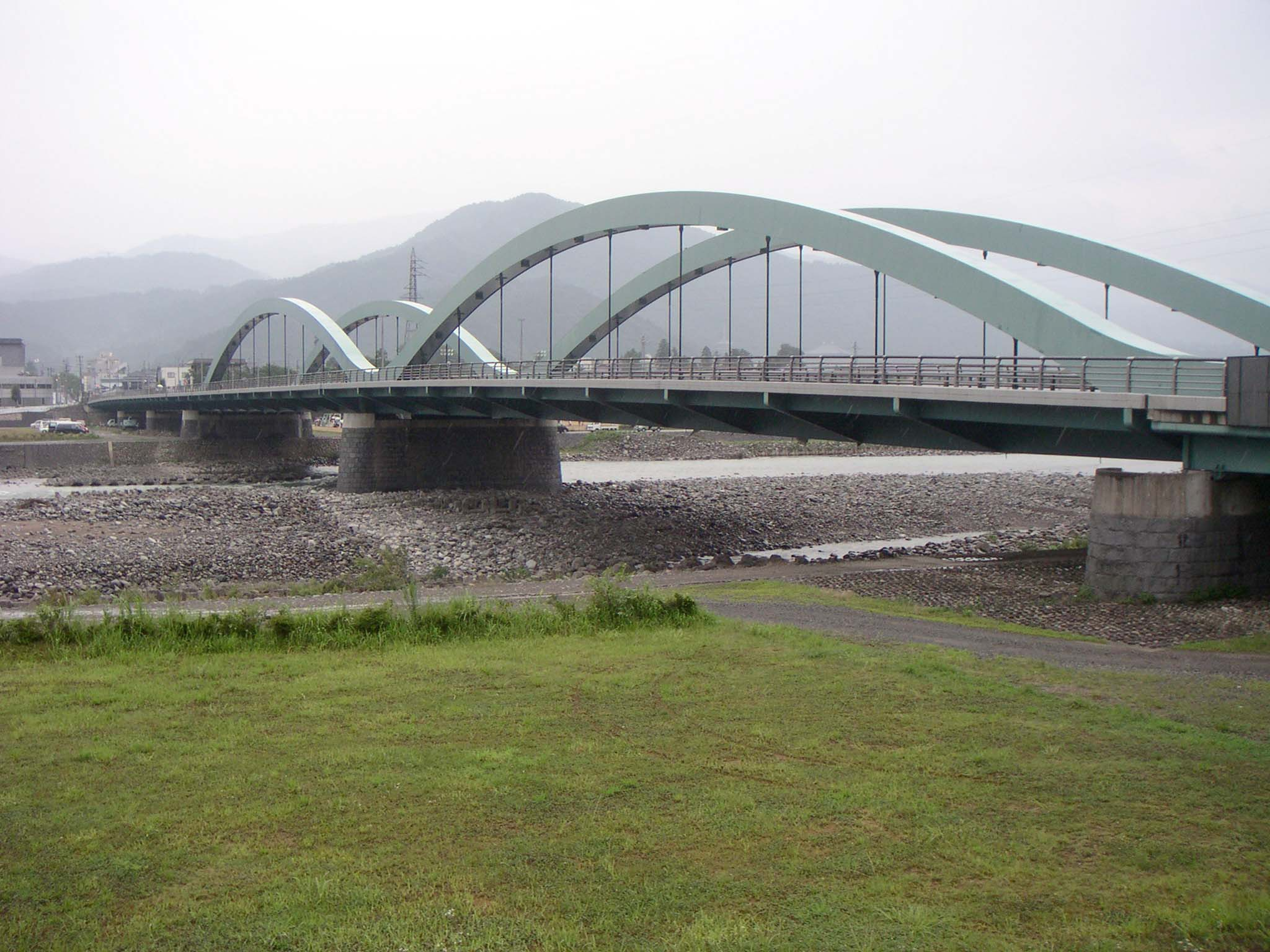
Le pont de Katsuyama

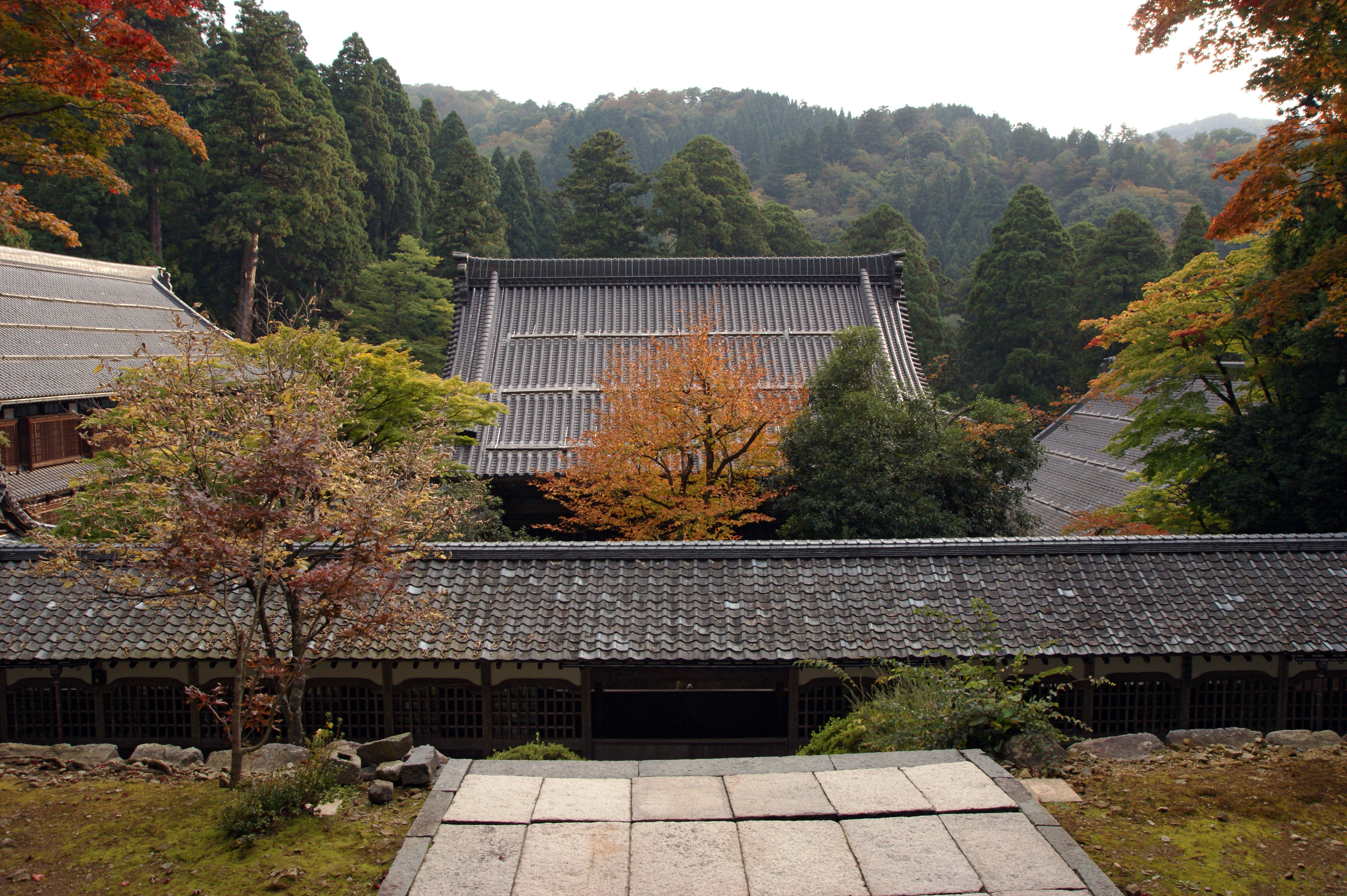
Temple d'Eiheiji
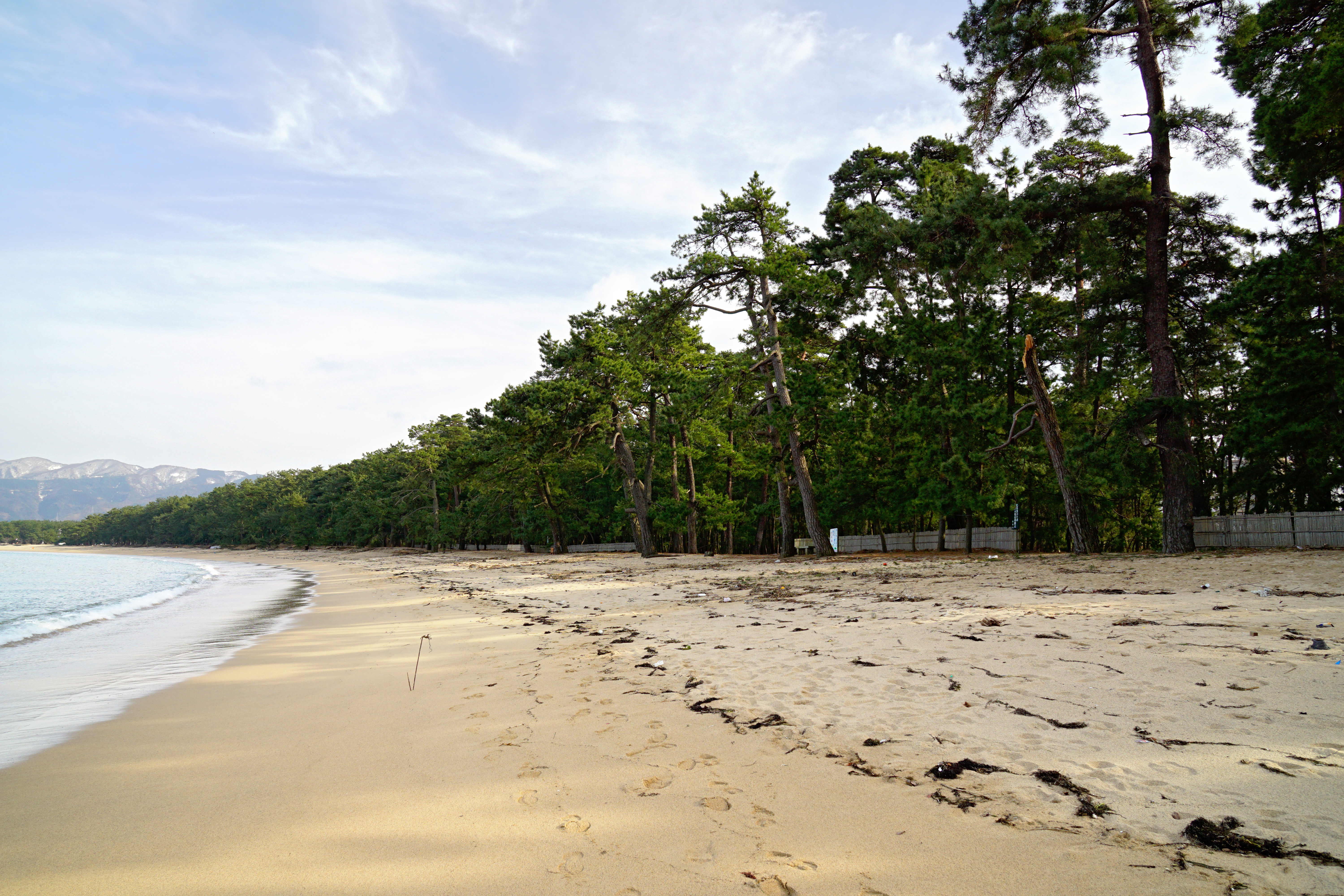
Kehi-matsubara
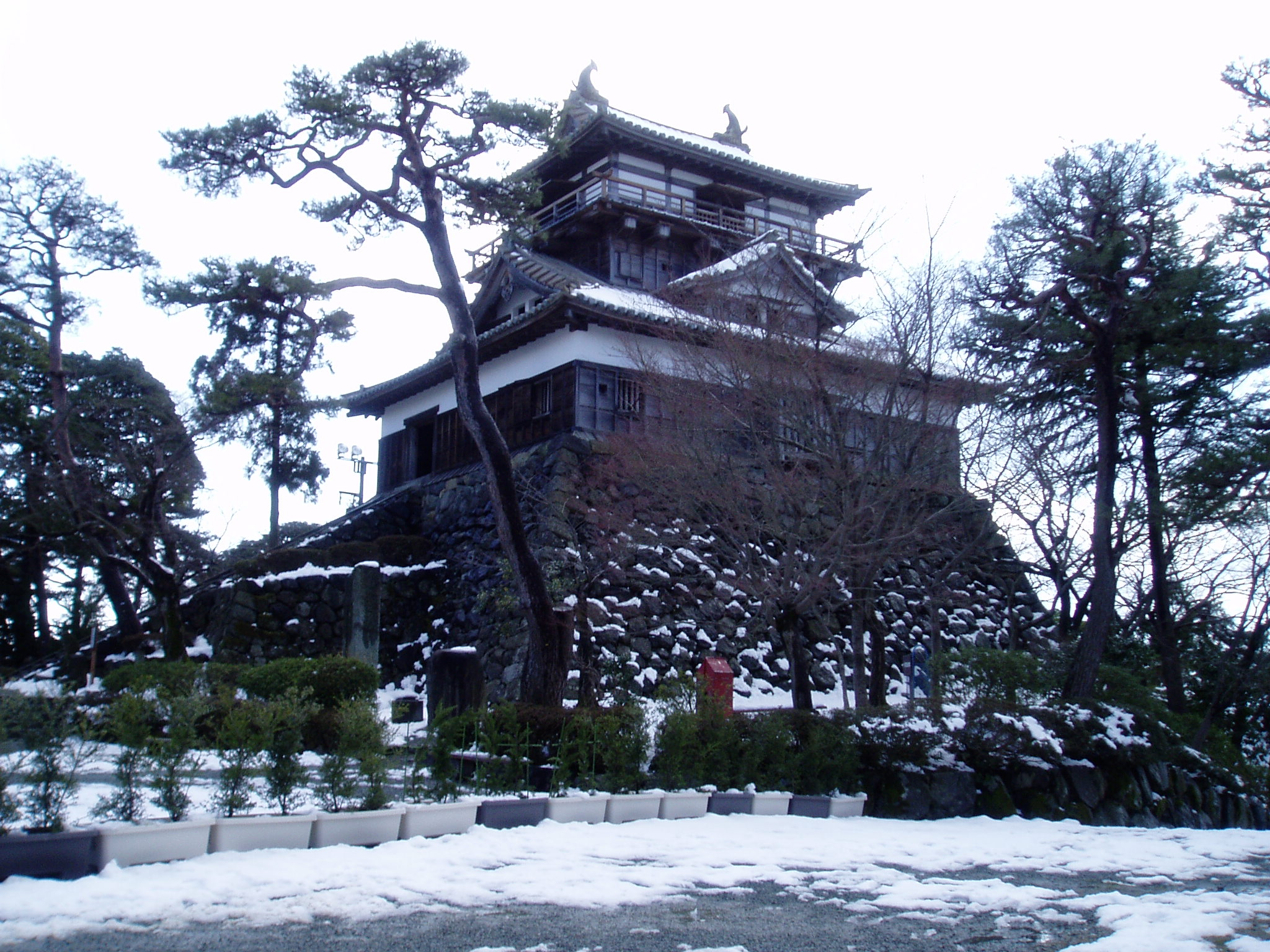
Château de Maruoka

## Jumelage
La préfecture de Fukui est jumelée avec les municipalités ou régions suivantes :
- Zhejiang (Chine) depuis le 6 octobre 1993 ;
- Arrondissement de Harburg (Allemagne) depuis le 29 octobre 1999 ;
- New Jersey (États-Unis) depuis le 12 octobre 1990.